# أرنولد إل. روزنبرغ
أرنولد إل. روزنبرغ (بالإنجليزية: Arnold L. Rosenberg)‏ هو مهندس وعالم حاسوب أمريكي، ولد في 11 فبراير 1941.